# うつみ宮土理のおしゃべりしましょ
『うつみ宮土理のおしゃべりしましょ』（うつみみどりのおしゃべりしましょ）はニッポン放送で2014年10月5日から2023年9月29日まで放送されたトーク番組である。

## 概要
うつみ宮土理と垣花正が、新しい1週間を迎え、憂鬱なひと時を迎えるリスナーに、自らの人生観やプライベートのトークを、時にゲストを迎えて展開するというもの。
2015年度ナイターインは、『ニッポン放送ショウアップナイター』の放送が組まれていない場合の月曜18:30 - 18:50に放送するとしていたが、2015年4月15日にうつみの夫・愛川欽也が病死したことにより、「今はマイクの前で楽しくおしゃべりできる状況ではない」と申し出があり、4月6日放送回を最後にもっていったん中断・休止し、翌週の4月13日からは代替番組として当該枠に『有楽町情報ライブラリー』を暫定的に編成した。そして5月11日の『有楽町情報ライブラリー』の放送でこの番組を正式に一旦打ち切り・終了とすることを発表した。このため、6月29日までは穴埋めとして『有楽町情報ライブラリー』を放送する措置をとった。
そして、2017年1月4日からレギュラー番組として復活、これがうつみ自身の本格的な芸能活動再開となる。2017年1月4日からの番組では「心に残る言葉」を題材にトークを繰り広げる。
2017年4月3日からは春季番組改編よりフロート番組に移行し、平日午前の帯ワイド番組『垣花正 あなたとハッピー!』（2019年4月5日から毎週金曜日のみ『春風亭一之輔 あなたとハッピー!』）内で10時台後半（10:35 - 10:40→10:31 - 10:36）に5分間放送されている。移行に伴い番組内容も変更され、特に題材は設けず、うつみと垣花によるフリートークや聴取者からのメール紹介が主となっているが、月曜日：「百文字エッセイ」、水曜日：「クイズで対決」、金曜日はうつみが自身の近況などを基にしたクイズを垣花に出題するコーナー「クイズ!ケロンパ!」で固定されている。ただし、番組スポンサーの中目黒キンケロ・シアターのCMは10:50過ぎの交通情報の後に流される。
2018年12月16日に番組初の公開収録が中目黒キンケロシアターで行われ、この模様は同年12月31日に大晦日特番「平成最後の大晦日SP」として放送された。また2019年12月31日にも特番「令和初の大晦日SP」を放送したほか、2020年12月31日にも大晦日特番を放送した。
2023年9月11日の放送中、2023年9月29日の回をもって放送終了することが発表された。

## 出演者
- パーソナリティ：うつみ宮土理
- アシスタント：垣花正（フリーアナウンサー、元ニッポン放送アナウンサー）

## 放送日時
- 2014年10月5日 - 2015年3月29日：毎週日曜19:30 - 20:00
- 2015年3月30日 - 4月6日[2]：ナイター中継の予定がない月曜18:30 - 18:50
- 2017年1月4日 - 3月22日：毎週水曜21:30 - 21:50 [4]
- 2017年4月3日 - 2020年10月2日：毎週月曜 - 金曜10:35 - 10:40（「垣花正 あなたとハッピー!」（2019年4月以降は金曜日のみ「春風亭一之輔 あなたとハッピー!」内）内）
- 2020年10月5日 - 2023年9月29日：毎週月曜 - 金曜10:31 - 10:36（月曜日 - 木曜日「垣花正 あなたとハッピー!」、金曜日「春風亭一之輔 あなたとハッピー!」内）

## ゲスト
- 第3回：瀧川鯉斗
- 第9回：中田裕二
- 第12回：クリス松村
- 第25回：美川憲一
- 2018年12月5日：東島衣里（ニッポン放送アナウンサー）※飛び入り出演
- 2018年12月31日：「平成最後の大晦日SP」：ナイツ（土屋伸之・塙宣之）、三丘翔太
- 2019年11月21日：榊原郁恵 ※飛び入り出演
- 2019年12月31日：「令和最初の大晦日SP」：松本明子、ナイツ（土屋伸之・塙宣之）
- 2020年12月31日：「2020大晦日スペシャル」：松本伊代、ナイツ（土屋伸之・塙宣之）
- 2021年12月30日：「2021年末スペシャル」：真田ナオキ
- 2022年12月28日：「2022年末スペシャル」：真田ナオキ、森永卓郎、Mr.シャチホコ